# Emirhaydar, Araban
Emirhaydar là một xã thuộc huyện Araban, tỉnh Gaziantep, Thổ Nhĩ Kỳ. Dân số thời điểm năm 2011 là 357 người.